# Espaço Rap 6
Espaço Rap 6 é a sexta edição da coletânea musical de rap Espaço Rap, produzida por vários artistas do gênero. Foi lançada em 2002 e contém 13 faixas.

## Faixas
1. Oitavo Anjo - 509-E
2. Se Tu Lutas Tu Conquistas - SNJ
3. Aquela Mina é Firmeza - Ndee Naldinho
4. Baseado em Fatos Reais - Detentos do Rap
5. Falando de Paz - Expressão Ativa
6. Um Bom Lugar - Sabotage
7. Desculpa Mãe - Facção Central
8. Na Corte do Diabo - Império Z/O
9. Suburbano - Rappin' Hood
10. Cisco - DMN
11. Vivo e Velado - Cartel Central
12. O Sapo na Banca - Z'África Brasil
13. A Bússola - União Racial